# Copa Cataluña de fútbol 2019-20
La Copa Cataluña 2019-20 fue la 31.ª edición de la Copa Cataluña. La competición empezó el 2 de agosto de 2019 y finalizó el 9 de octubre de 2020. Fue jugada por equipos de Segunda División, Segunda División B, Tercera División y los equipos de arriba de Primera Catalana.

## Equipos participantes
Los equipos siguientes compitieron en la Copa Cataluña 2019-20.
| 1 equipo de la Segunda División 2018-19 - Gimnàstic 8 equipos de la Segunda División B 2018-19 - Badalona - Barcelona B - Cornellà - Espanyol B - Lleida Esportiu - Olot - Peralada - Sabadell | 19 equipos de la Tercera División 2018-19 - Ascó - Castelldefels - Cerdanyola - Europa - Figueres - Grama - Granollers - Horta - L'Hospitalet - Llagostera - Martinenc - Prat - San Cristóbal - Sant Andreu - Santboià - Santfeliuenc - Sants - Terrassa - Vilafranca 2 equipos de la Primera División Catalana 2018-19 - Andorra - Vilassar de Mar |

## Torneo
El sorteo de las tres primeras rondas tuvo lugar el 2 de julio de 2019 en la sede de la Federación Catalana de Fútbol, en Barcelona. Entraron en el sorteo 29 equipos (todos excepto Gimnàstic). Prat recibió un pase para la primera ronda y el ganador del partido Horta vs Olot para la segunda ronda.

### Primera ronda
Partidos jugados los días 2, 3, 4, 6 y 7 de agosto de 2019.
| Equipo 1        | Resultado      | Equipo 2        |
| --------------- | -------------- | --------------- |
| Horta           | 3–1            | Olot            |
| Grama           | 0–0 (pen. 3–0) | Figueres        |
| Sants           | 1–1 (pen. 6–7) | Badalona        |
| Europa          | 1–1 (pen. 2–4) | Llagostera      |
| Sant Andreu     | 0–0 (pen. 8–7) | Peralada        |
| Vilassar de Mar | 1–0            | Granollers      |
| Martinenc       | 0–3            | Espanyol B      |
| Ascó            | 0–2            | Sabadell        |
| San Cristóbal   | 0–0 (pen. 6–7) | Santfeliuenc    |
| L'Hospitalet    | 0–0 (pen. 4–3) | Barcelona B     |
| Castelldefels   | 2–0            | Santboià        |
| Cerdanyola      | 1–3            | Lleida Esportiu |
| Andorra         | 2–1            | Terrassa        |
| Vilafranca      | 0–0 (pen. 4–5) | Cornellà        |

### Segunda ronda
Partidos jugados el 10 y 11 de agosto de 2019.
| Equipo 1        | Resultado      | Equipo 2        |
| --------------- | -------------- | --------------- |
| Grama           | 1–1 (pen. 4-5) | Badalona        |
| Llagostera      | 1–0            | Sant Andreu     |
| Vilassar de Mar | 1–0            | Espanyol B      |
| Santfeliuenc    | 1–1 (pen. 6–5) | Sabadell        |
| L'Hospitalet    | 5–0            | Castelldefels   |
| Andorra         | 1–0            | Lleida Esportiu |
| Prat            | 1–1 (pen. 4–1) | Cornellà        |

### Tercera ronda
Partidos jugados el 17 y 18 de agosto de 2019. 
| Equipo 1        | Resultado | Equipo 2     |
| --------------- | --------- | ------------ |
| Horta           | 0–2       | Badalona     |
| Vilassar de Mar | 1–2       | Llagostera   |
| Santfeliuenc    | 0–1       | L'Hospitalet |
| Andorra         | 0–1       | Prat         |

### Cuarta ronda
Partido jugado el 30 de agosto de 2019. Badalona, Llagostera y L'Hospitalet fueron directamente a las semifinales. En esta ronda entró en competición el equipo de Segunda División Gimnàstic.
| Equipo 1 | Resultado | Equipo 2  |
| -------- | --------- | --------- |
| Prat     | 1–0       | Gimnàstic |

### Semifinales
Partidos jugados el 27 de noviembre de 2019.
| Equipo 1     | Resultado      | Equipo 2 |
| ------------ | -------------- | -------- |
| Llagostera   | 2–1            | Prat     |
| L'Hospitalet | 2–2 (pen. 5-4) | Badalona |

### Final
Partido jugado el 9 de octubre de 2020 en Tarrasa.
| Equipo 1   | Resultado      | Equipo 2     |
| ---------- | -------------- | ------------ |
| Llagostera | 0–0 (pen. 3-4) | L'Hospitalet |